# Roberto Vittori
Roberto Vittori (Viterbo, Italia; 15 de octubre de 1964) es un físico, oficial de la Fuerza Aérea Italiana y astronauta de la Agencia Espacial Europea (ESA). Después de graduarse en la Accademia Aeronautica italiana en 1989, Vittori voló en la Fuerza Aérea italiana. Luego se capacitó como piloto de prueba en Estados Unidos.
En 1998, Vittori fue seleccionado por la ESA para unirse al Cuerpo Europeo de Astronautas. Desde entonces, ha participado en tres vuelos espaciales: los vuelos Soyuz TM-34/TM-33 y Soyuz TMA-6/TMA-5 hacia la EEI, así como en la STS-134, la penúltima misión del Programa de Transbordadores Espaciales estadounidense en 2011. Fue el último astronauta no estadounidense en volar a bordo del transbordador.

## Carrera
Después de la secundaria se concentró en estudiar física. Tiene una Maestría en Ciencias Aeronáuticas de la Universidad de Nápoles y una Maestría en Física de la Universidad de Perugia. Vittori se graduó en la Academia de la Fuerza Aérea Italiana en 1989 y se capacitó en Estados Unidos. Voló el avión Tornado en la Fuerza Aérea Italiana antes de graduarse en 1995 de la Escuela de Pilotos de Pruebas Navales de Estados Unidos en Patuxent River, Maryland, donde fue el primero de su clase. Sirvió en el Centro de Pruebas Italiano como piloto de proyecto para el desarrollo de la nueva aeronave europea, el EF2000.
Vittori voló aviones Tornado GR1 con el 155.º Gruppo, 50° Stormo, en Piacenza, Italia, desde 1991 hasta 1994. Durante ese tiempo, se capacitó en reabastecimiento aire-aire diurno/nocturno y como líder de formación.
Ha acumulado más de 1700 horas de vuelo en más de 40 aviones diferentes, incluyendo el F-104, F-18, AMX, M-2000, G-222 y P-180.
En agosto de 1998, después de ser seleccionado por la ESA para unirse al Cuerpo de Astronautas Europeos, se incorporó al Johnson Space Center en Houston, Texas. Después de un período de entrenamiento y evaluación, Vittori desempeñó diversos cargos técnicos en la Oficina de Astronautas de la NASA.

## Soyuz TM-34

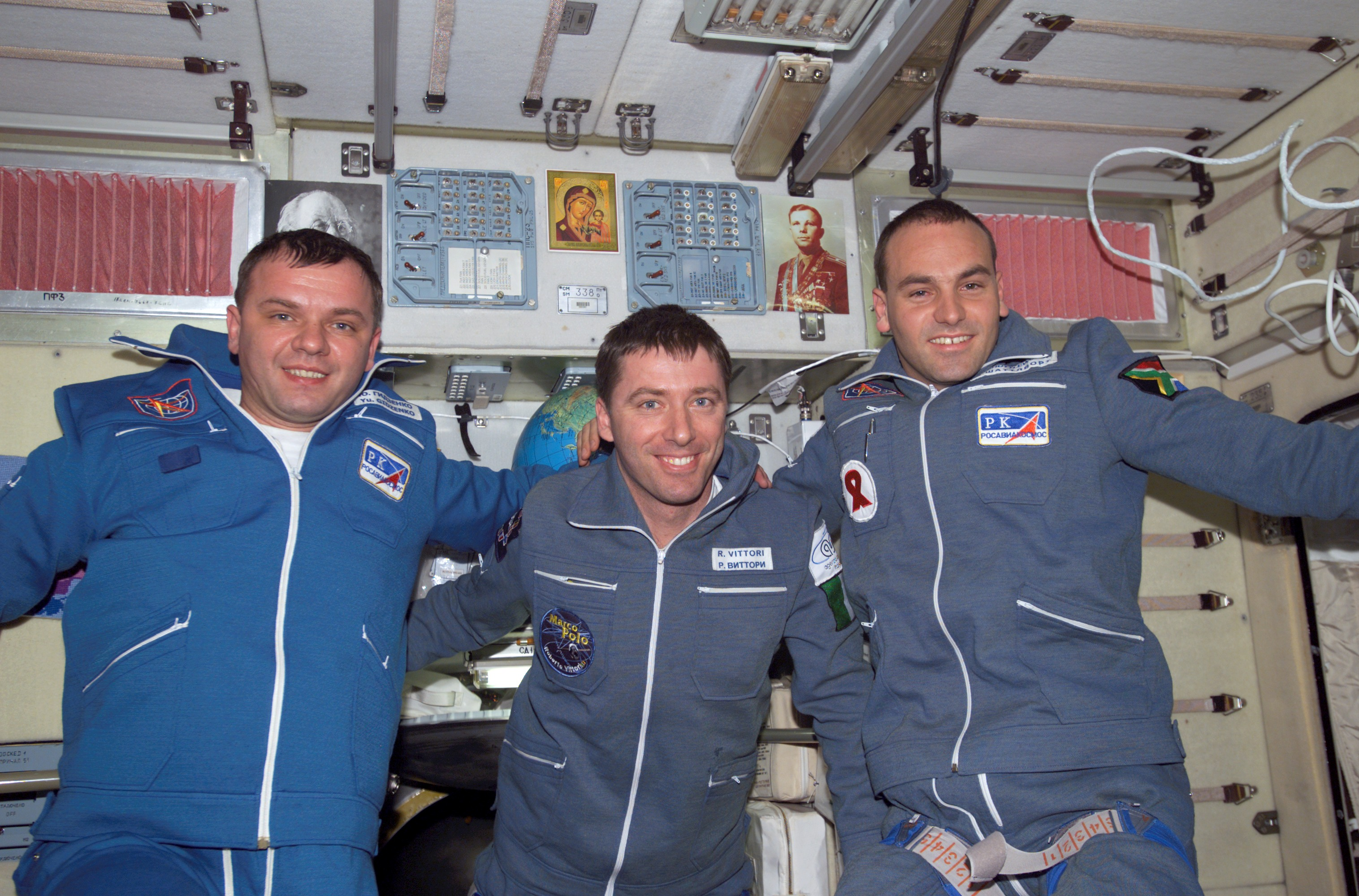
Foto en la EEI

Del 25 de abril al 5 de mayo de 2002, Vittori participó en el vuelo Soyuz TM-34 hacia la Estación Espacial Internacional (EEI), en virtud de un acuerdo entre el la agencia rusa Roscosmos, la Agencia Espacial Italiana (ASI) y la ESA. Durante su estancia a bordo de la EEI, trabajó junto a la tripulación residente supervisando cuatro experimentos científicos europeos. La misión entregó con éxito una nueva "lancha salvavidas" a la Estación para su uso por parte de las tripulaciones en caso de una emergencia a bordo. Vittori regresó a la Tierra a bordo de la Soyuz TM-33.

## Soyuz TMA-6
El 15 de abril de 2005, Vittori participó en un segundo vuelo hacia la Estación Espacial Internacional (EEI), Soyuz TMA-6, y regresó a la Tierra el 24 de abril en la cápsula Soyuz TMA-5. Se convirtió en el primer astronauta europeo en visitar la EEI dos veces y llevó a cabo experimentos sobre fatiga del miembro superior en astronautas y germinación de semillas de plantas herbáceas para posible nutrición espacial.
El astronauta también llevó consigo una pintura del artista George Pusenkoff titulada Single Mona Lisa (1:1) y tomó fotos con ella en la Estación Espacial Internacional. Es la continuación definitiva del proyecto "Mona Lisa Travels" desarrollado por Pusenkoff y solo pudo realizarse en condiciones difíciles. Las autoridades encontraron buena la idea en teoría, pero constantemente presentaron nuevos motivos por los que el proyecto era inviable. Solo cuando George Pusenkoff escribió al entonces embajador italiano en Rusia, Gianfranco Facco Bonetti, surgió la posibilidad de realizar la idea. La conexión entre la ciencia y el arte, que también fue importante en la vida de Leonardo da Vinci, encontró aquí una "actualización" en forma de este viaje de una imagen de la Mona Lisa al espacio. Para la acción, se retiró la pintura de Pusenkoff del marco para que pudiera enrollarse. El 25 de abril de 2005, Vittori llevó consigo la pintura de regreso a la Tierra.

## STS-134
Vittori fue especialista de misión en la misión del transbordador espacial de la NASA STS-134 en 2011. Es el último astronauta no estadounidense en haber volado en el transbordador.

## Vida personal
Vittori está casado con Valeria Nardi, de Citta' di Castello (Italia), y tienen tres hijos.

## Galería

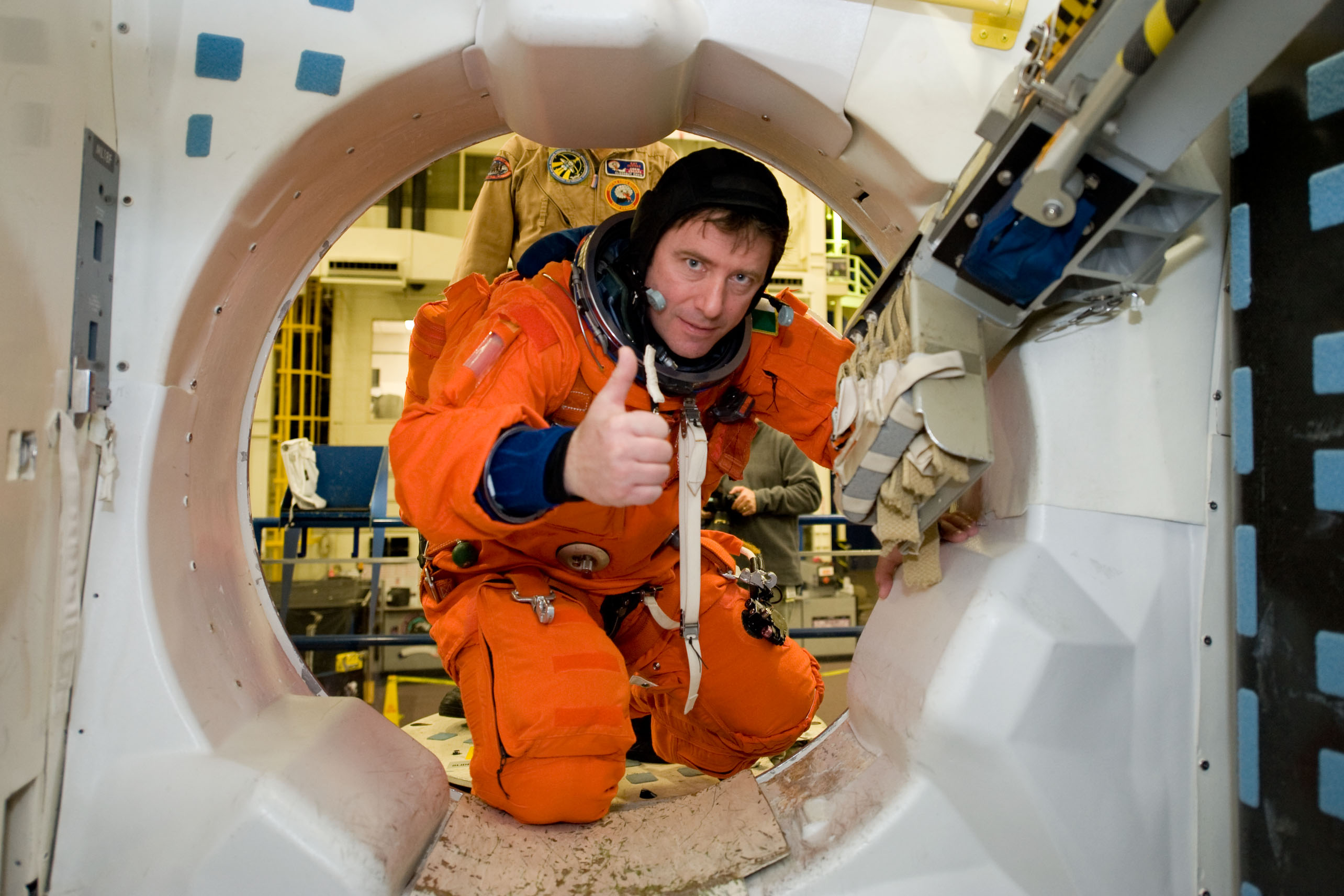
Vittori participa en ejercicios de entrenamiento para la misión STS-134.
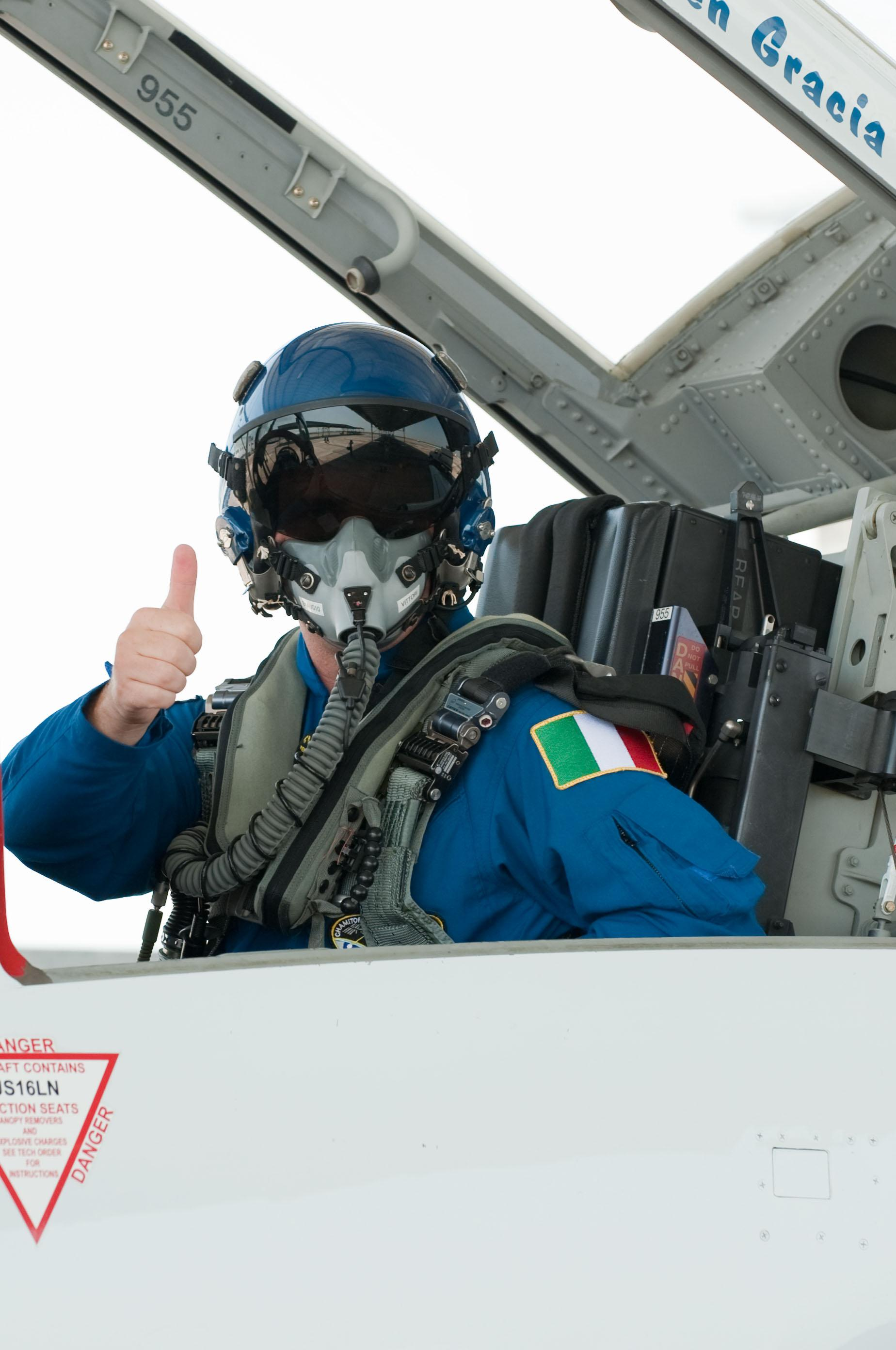
Vittori en la estación trasera de un avión de entrenamiento T-38 de la NASA.
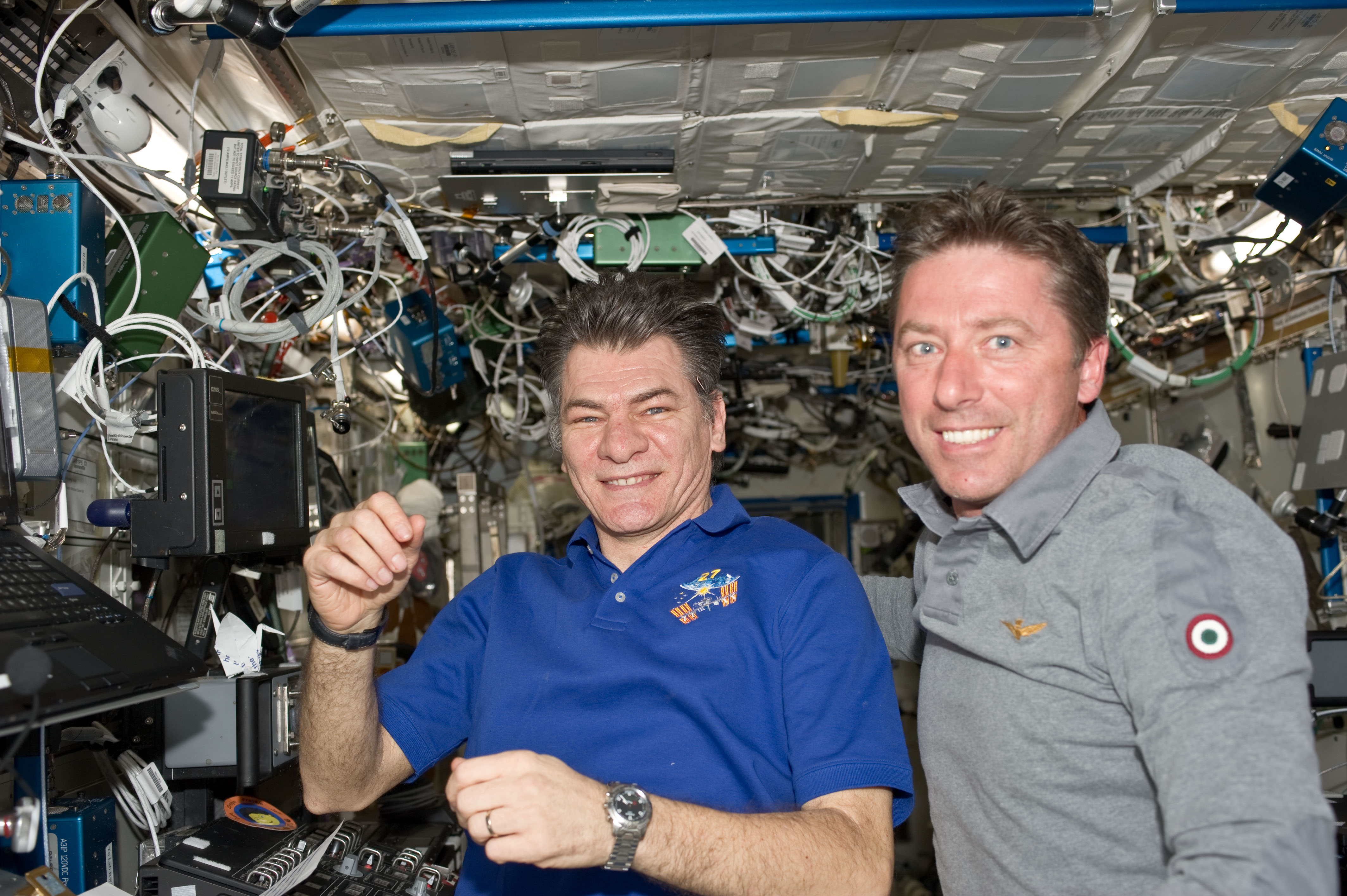
Vittori (derecha) con el astronauta de la ESA Paolo Nespoli a bordo de la EEI.
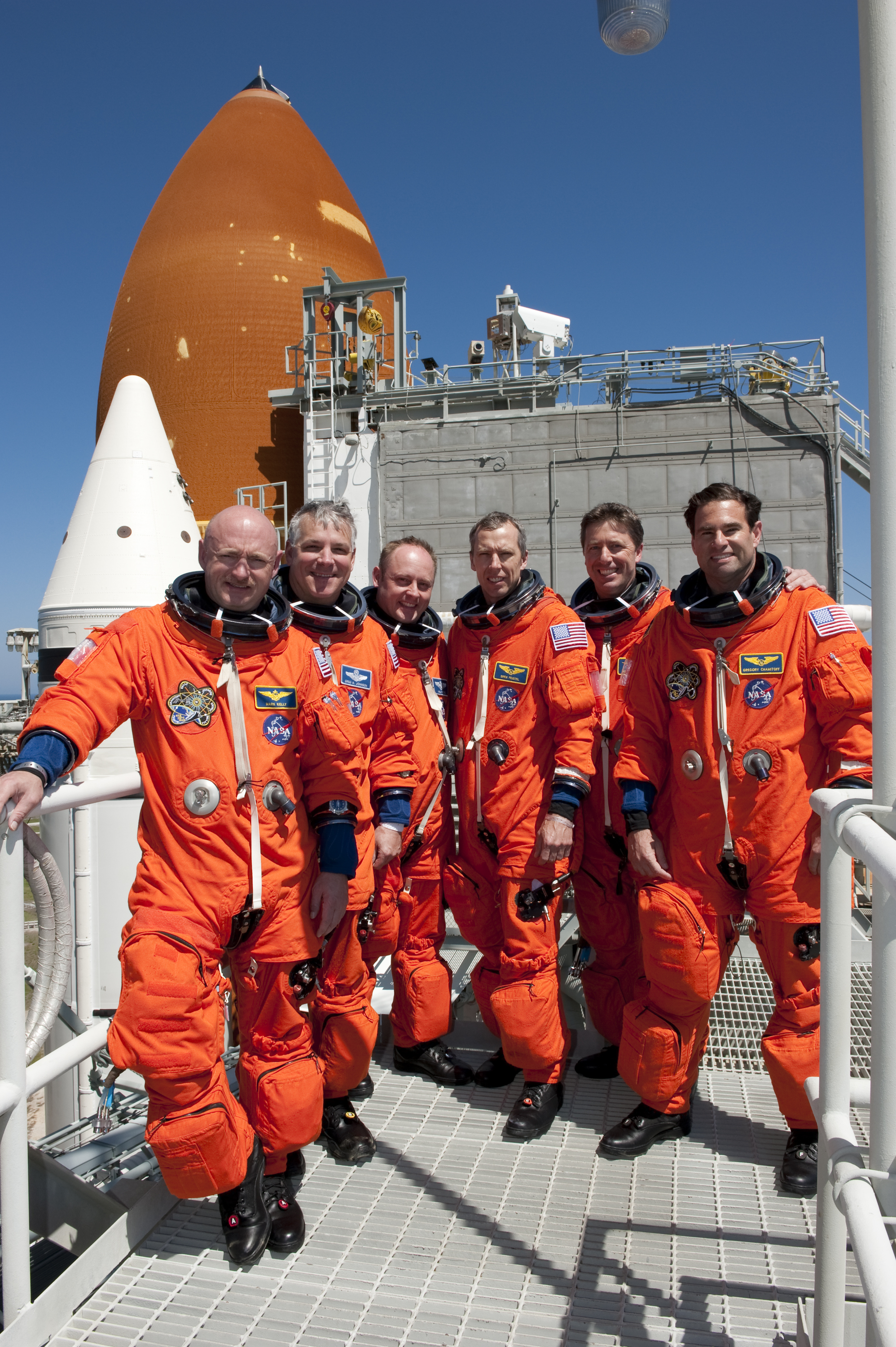
En el Centro Espacial Kennedy, durante la misión STS-134. De izquierda a derecha: Mark Kelly, Greg H. Johnson, Michael Fincke, Andrew Feustel, Roberto Vittori, y Greg Chamitoff.